# إدارة المهمات بالقوات المسلحة (مصر)
إدارة المهمات بالقوات المسلحة هي إحدى إدارات هيئة الإمداد والتموين بالقوات المسلحة المصرية. أنشأت الإدارة في عام 1938 تحت مسمى «سلاح الأسلحة والمهمات الملكي» وشهدت عدة تطورات حتى أصبحت في عام 1958 «إدارة المهمات». وهي الإدارة المسئولة عن التأمين الإداري لأفراد القوات المسلحة من أصناف المهمات والمتمثلة في كافة أصناف الملبوسات التي تحقق للأفراد صفات الإخفاء والتمويه التي تساعدهم على أداء مهامهم التدريبية والعملياتية بنجاح، وتوفير احتياجات الأفراد من الإعاشة والإيواء من خلال توفير جميع أصناف الأثاثات المعدنية والخشبية وتصنيع خيم الإيواء وتقوم أيضا بتصنيع وإنتاج جميع أنواع المظلات للأفراد والإمداد والأقنعة الوقائية. تساهم الإدارة كذلك في دور القوات المسلحة في مساعدة القطاع المدني خلال الأزمات والكوارث ومشاركة أجهزة الدولة في رفع كفاءة بعض المنشآت المدنية مثل المستشفيات والمدارس وتوفير المساعدات الإنسانية العاجلة للدول الشقيقة والصديقة.

## الوحدات التابعة
- الوحدة الرئيسية لإنتاج وإصلاح المظلات.
- الوحدة الرئيسية لإنتاج المهمات 1 «مصانع إنتاج الملبوسات، مصنع إنتاج مهمات الوقاية الطبية، مصنع إنتاج المشغولات المعدنية».
- الوحدة الرئيسية لإنتاج المهمات 4.
- الوحدة الرئيسية لإنتاج المهمات 5.[1]

## مديري الإدارة
- لواء أركان حرب / حسام محيي الدين.[2][3]
- لواء أركان حرب / كامل محمد هلال.[4][5]
- لواء أركان حرب / سيد محمد مرسي.[6]